# ۲-زیریمزی‌باش
۲-زیریمزی‌باش (انگلیسی: 2nd Zirimzibash) یک شهرک در شهرستان تاتیشلینسکی استان باشقیرستان کشور روسیه است.